# Talibán
Los talibanes (en pastún: طالبان‎, transliterado ṭālibān, «estudiantes»), también citados como el Talibán o régimen talibán, son un movimiento político-religioso y organización militar islamista deobandi de Afganistán, que gobiernan el Emirato Islámico de Afganistán. Actualmente gobierna al país, tras derrotar a las fuerzas armadas occidentales y afganas en una guerra (yihad), entre los años 2001 y 2021. En Occidente es considerado como un grupo terrorista. La ideología de los talibanes ha sido descrita como combinación de sharía o ley islámica basada en el fundamentalismo deobandi e islamismo militante con las normas sociales y culturales de los pastunes conocidas como Pashtunwali.
Los talibanes han sido condenados internacionalmente por su interpretación ortodoxa de la ley islámica, o sharía, lo que ha motivado tratos crueles contra muchos afganos, particularmente las mujeres. Durante su gobierno de 1996 a 2001, los talibanes y sus aliados cometieron masacres contra civiles afganos, negaron el suministro de alimentos de la ONU a 160.000 civiles hambrientos y llevaron a cabo una política de arrasar las tierras, quemando vastas áreas fértiles y destruyendo decenas de miles de hogares. Mientras los talibanes controlaban Afganistán, prohibieron las actividades consideradas haram, incluidos los medios de comunicación, las pinturas, la fotografía, y las películas que mostraban a personas u otros seres vivos. También prohibieron la música con instrumentos, a excepción del daf, un tipo de tímpano.  Los talibanes impidieron que las niñas y las jóvenes asistieran a la escuela para evitar la zina que en caso de adulterio conlleva a la lapidación o Rajm, les prohibieron a las mujeres trabajar fuera del área de atención médica (los médicos varones tenían prohibido tratar a las mujeres), y exigieron que estuvieran acompañadas por un pariente masculino y usaran una burka en todo momento cuando estuvieran en público, para mantener el Namus y evitar así el crimen contra el honor. Si las mujeres quebrantaban ciertas reglas, eran públicamente flageladas, lapidadas, decapitadas o ejecutadas con otros métodos. Los talibanes permitieron y alentaron el matrimonio de niñas menores de 16 años. Según un informe de Amnistía Internacional, el 80% de los matrimonios afganos eran forzados. Las minorías religiosas y étnicas fueron fuertemente discriminadas durante el gobierno de los talibanes. Según las Naciones Unidas, los talibanes y sus aliados fueron responsables del homicidio del 76% de las víctimas civiles afganas de la guerra del 2010, y del 80% en 2011 y 2012. Los talibanes también cometieron actos de genocidio cultural, destruyendo numerosos monumentos del pasado budista de Afganistán, incluido los famosos Budas de Bamiyán de 1500 años de antigüedad.
La comunidad internacional y el gobierno afgano alegan ampliamente que la dirección de Inteligencia Inter-Services y las fuerzas armadas de Pakistán han brindado apoyo a los talibanes, tanto durante su fundación como cuando ostentaban el poder, y que también les suministró apoyo durante la insurgencia en contra del gobierno afgano. Por su lado, Pakistán afirma que dejó de apoyar al grupo después de los ataques del 11 de septiembre. En el 2001 se reportó que 2.500 árabes bajo el mando del líder de Al Qaeda, Osama bin Laden lucharon de parte de los talibanes. Cuando la coalición de tropas internacionales dirigida por Estados Unidos se retiró en 2021, los talibanes realizaron la ofensiva de mayo en la que tomaron todas las capitales provinciales en tiempo récord y tras la caída de Kabul el 15 de agosto de 2021, los talibanes recuperaron el control de Afganistán terminando así la guerra a su favor y estableciendo de facto un nuevo emirato.

## Etimología del nombre
La palabra proviene del vocablo árabe ṭālib, es decir, estudiante, en el sentido más general de la expresión. La forma plural ṭālibān [طالبان], «estudiantes», se traduce del árabe al pastún en un sentido más específico como «estudiante religioso», «novicio» o «seminarista».
La palabra talibán proviene del pastún, طالبان ṭālibān, que significa «estudiantes», el plural de ’Talib’. Se trata de un préstamo del árabe طالب ṭālib, además de la terminación indoirania en plural ان (el plural en árabe es طلاب, ṭullāb; طالبان para un árabe es una forma dual que significaría "dos estudiantes"). Desde que pasó al inglés, talibán, además de un sustantivo en plural refiriéndose al grupo, se ha utilizado como un sustantivo singular para designar a un individuo. Por ejemplo, a John Walker Lindh se le ha llamado "un talibán estadounidense" y no "un talib estadounidense". En los periódicos en idioma inglés de Pakistán, la palabra se emplea a menudo para referirse a más de un talibán. La palabra talibán ha predominado sobre la palabra taleban en inglés.
La ortografía talibán es la aceptada en castellano según la RAE. También son aceptados el plural los talibanes y el femenino talibana.
Dentro de Afganistán, a los talibanes se les suele llamar en darí گروه طالبان Goroh-e Taleban, que significa "grupo talibán". Según la gramática dari/persa, no existe el prefijo "el". Mientras tanto, en pashto, normalmente hay un prefijo cuando se hace referencia al grupo según la gramática pashto: د طالبان (Da Taliban) or د طالبانو (Da Talibano).

## Capacidad operativa
Opera en Afganistán y Pakistán, sobre todo en las provincias en la frontera de la Línea Durand. Funcionarios de EE. UU. dicen que su sede se encuentra en o cerca de Quetta, Pakistán, y que le proporcionan apoyo Pakistán e Irán, aunque estas lo niegan.
El principal dirigente del movimiento Talibán fue el exmuyahidín mulá Mohammed Omar, que se lo da por muerto en abril de 2013 en Karachi, Pakistán, y el sucesor mulá Akhtar Mohamed Mansur será quien dirija el grupo a partir de julio de 2015 junto a Sirajuddin Haqqani, número dos, que se cree se esconde en Afganistán y por el cual se ofrece una recompensa de $ 25 millones por información que conduzca a su captura. Los comandantes originales de Omar eran "una mezcla de excomandantes de pequeñas unidades militares y de profesores de madraza, Mientras que su rango y archivo se compone principalmente de los refugiados afganos que han estudiado en escuelas religiosas islámicas en Pakistán [cita requerida]. Los talibanes han recibido una valiosa capacitación, suministros de manos del gobierno de Pakistán, en particular la Dirección de Inteligencia Inter-Services (ISI, por sus siglas en inglés) y muchos reclutas de las madrasas para los refugiados afganos en Pakistán, principalmente los establecidos por el Jamiat Ulema-e-Islam -JUI, por sus siglas).
El régimen de los talibanes tuvo el control de la capital de Afganistán (Kabul) y la mayor parte del país durante cinco años, en el llamado "Emirato Islámico de Afganistán", adquiriendo el reconocimiento diplomático de solo tres países: Pakistán, Arabia Saudita y los Emiratos Árabes Unidos. Ha recuperado un cierto control político y la aceptación en la región fronteriza de Pakistán, pero recientemente perdió a uno de sus líderes pakistaníes, Baitullah Mehsud, en un ataque de la CIA con vehículos aéreos no tripulados en Pakistán. Pakistán ha lanzado una ofensiva para obligar a salir a los talibanes de su territorio.
El grupo cuenta con una oficina política en Catar, la cual dirige Abas Stanekzai en sustitución de Tayab Agha, quien estuvo a cargo de la misma y de las conversaciones del proceso de paz iniciado en 2013 y suspendidas tras el anuncio de la muerte del mulá Omar en 2015.

## Antecedentes
El movimiento talibán está estrechamente vinculado a las ideas del «movimiento wahabí», aunque existe un enfrentamiento interno entre ambos. El movimiento talibán es una confederación tribal de Ghilzai y sus tribus aliadas y son firmes en Afganistán/Pastunistán (estrictamente a la norma cultural social llamada pashtoonwali) y también de Hanafi, es decir, los tradicionalistas, seguidores de la escuela de interpretación Imam Abu Hanifa.
El movimiento talibán está compuesto fundamentalmente por miembros pertenecientes a minorías étnicas de las tribus pastunes, junto con voluntarios uzbekos, tayikos, punyabís, árabes, chechenos y otros.
En el poder, los talibanes es un movimiento Deobandi que implementa la escuela de jurisprudencia islámica Hanafí, una de las cuatro escuelas de jurisprudencia sunita con seguidores en Pakistán, Afganistán, Reino Unido y otros países europeos, que se hizo famosa internacionalmente por la forma de tratar a las mujeres. Las mujeres se vieron obligadas a usar el burka en público. No se les permitía trabajar ni recibir educación después de los ocho años, y hasta entonces solo se les autorizaba el estudio del Corán. No se les permitía ser atendidas por médicos de sexo masculino si no eran acompañadas por un hombre, lo que llevó a que muchas enfermedades no fuesen tratadas. Se enfrentaron a la flagelación pública en la calle y la ejecución pública por violaciones de las leyes de los talibanes.
Fundado por veteranos de la guerra de Afganistán contra la invasión de la Unión Soviética, en plena guerra entre grupos muyahidines, el movimiento talibán sigue una doctrina islámica modernista [cita requerida], combinada con la ortodoxia, cuya idea de sociedad está basada en interpretaciones estrictas de lo que debe ser la vida de un musulmán, con el fin de combatir el «libertinaje», considerado habitual en las sociedades occidentales, y bajo la cual gobernó su país desde 1996 hasta que fue derrocado en el país en 2001.
Se ha reagrupado desde 2002 y revivió como un fuerte movimiento insurgente que regía principalmente en áreas del Pastunistán y luchaba en guerra de guerrillas contra los gobiernos de Afganistán, Pakistán y la Fuerza Internacional de Asistencia para la Seguridad (ISAF) dirigida por la OTAN, hasta que esta última se retiró del conflicto en diciembre de 2014.

## Historia

### 1994
Los talibanes son un movimiento de seminaristas religiosos (talib) de las áreas pastún del este y sur de Afganistán que fueron educados en escuelas islámicas de Pakistán.  También había estudiantes tayikos y uzbecos, distinguiéndose de los grupos más etnocéntricos de los muyahidines  "que desempeñaron un papel clave en el rápido crecimiento y éxito de los talibanes".

#### Educación islámica y motivación
El grupo fue fundado en septiembre de 1994 por el mulá Mohammad Omar en su ciudad natal de Kandahar con 50 seminaristas.
Omar había estado estudiando jurisprudencia islámica desde 1992 en la escuela coránica de Sang-i-Hisar  en Maiwand (norte de la provincia de Kandahar). No estaba de acuerdo de que la ley islámica no se aplicara en Afganistán después del derrocamiento del régimen comunista, por lo que se comprometió, junto a su grupo, a librar a Afganistán de los señores de la guerra y criminales.
En pocos meses, se unieron al grupo unos 15.000 estudiantes musulmanes, la mayoría refugiados afganos de Pakistán que habían estudiado en la escuela islámica de Jamiat Ulema-e-Islam (F).
En medio de la Guerra Fría, en un esfuerzo por ayudar a la insurgencia antisoviética, el gobierno de Estados Unidos proporcionó de forma encubierta libros de texto con enseñanzas islámicas militantes e incluía imágenes de armas y soldados. Los talibanes utilizaron los libros de texto estadounidenses pero tacharon los rostros humanos de acuerdo a la jurisprudencia islámica. La Agencia de los Estados Unidos para el Desarrollo Internacional donó millones de dólares a la Universidad de Nebraska Omaha en la década de 1980 para desarrollar y publicar los libros de texto en los idiomas locales.
Si bien, los primeros talibanes estaban motivados por el sufrimiento del pueblo afgano, el cual creían era el resultado de las luchas de poder entre diferentes grupos afganos que no se adherían al código moral del Islam que se enseñaba en las escuelas religiosas del Islam sunita (principalmente Hanafí).

#### Participación pakistaní
Las fuentes afirman que ya en octubre de 1994, Pakistán estuvo muy involucrado en la "creación" de los talibanes. La agencia de Inteligencia Inter-Services de Pakistán (ISI), apoyó firmemente a los talibanes en 1994, en espera de una nueva fuerza de poder en Afganistán que fuera favorable al gobierno islamista de Pakistán. A pesar del apoyo financiero ofrecido a los  talibanes por Pakistán entre 1995 a 1996, e incluso antes, los lazos con el gobierno pakistaní no eran lo suficientemente fuertes lo que creó relación incómoda según el ISI. El ISI y Pakistán pretendían ejercer un control total, pero el liderazgo talibán logró maniobrar de manera que mantuvo su independencia a la vez que mantenía el apoyo pakistaní. Los principales prosélitos pakistaníes eran el general Naseerullah Babar, que pensaba principalmente en términos de geopolítica islámica (controlar las rutas comerciales a Asia Central), y Maulana Fazl-ur-Rehman del Jamiat Ulema-e- Islam (F), ya que los talibanes eran seguidores del Deobandismo, cuyo objetivo era contrarrestar la influencia del Jama'at-e Islami y el Wahabismo saudí en la zona."

#### La conquista de Kandahar
La primera acción militar importante de los talibanes fue en 1994, cuando marcharon hacia el norte de Maiwand, conquistando el cruce fronterizo de Spin Baldak y un depósito de municiones del comandante Gulbuddin Hekmatyar el 29 de octubre. El 3 de noviembre de 1994, los talibanes, en un ataque sorpresa, conquistarían la antigua ciudad de Kandahar, una de las más antiguas (fundada como Alexandropolis de Aracosia, por Alejandro Magno) e importantes del país. Tras tres meses de luchas, para el 4 de enero de 1995, esta fuerza hasta ahora desconocida tomó el control de 12 provincias afganas que no estaban dominadas por el gobierno central, logrando el desarme de la población que se encontraba "fuertemente armada". Las milicias que controlaban las diferentes áreas del país a menudo se rindieron sin luchar, por lo que los talibanes perdieron muy pocos combatientes. Unas semanas más tarde se liberó "un convoy que trataba de abrir una ruta comercial desde Pakistán a Asia Central" de otro grupo de comandantes al intentar extorsionar por el permiso para pasar sus puestos de control. El convoy de los propietarios pagaron una cuota grande y prometieron más pagos por este servicio. Los comandantes de Omar estaban compuestos por antiguos comandantes militares de unidades pequeñas y profesores de las madrasas. Las áreas en las que los talibanes surgieron, no estaban bajo el control del gobierno central en Kabul, que no intervenía en los asuntos del sur de Afganistán durante ese tiempo. Los talibanes se veían por primera vez como una nueva fuerza de liberación desde la época de la invasión de la Unión Soviética. En estas etapas, los talibanes eran populares porque acabaron con la corrupción, frenaron la anarquía e hicieron que las carreteras y la zona fueran seguras.

### 1995 – septiembre de 1996
Los talibanes impusieron, a las partes de Afganistán bajo su control, la jurisprudencia islámica de la escuela hanafí. Los Médicos por los Derechos Humanos (PHR, por sus siglas en inglés) analizaron: "Según se sabe en el PHR, ningún otro régimen en el mundo tiene a la mitad de su población, de forma metódica y violentamente forzada, en arresto domiciliario, la prohibición de ellas, bajo pena de castigo físico..." Las mujeres estaban obligadas a llevar el burka que las cubre totalmente, fueron excluidas de la vida pública, sin acceso a salud ni educación, las ventanas debían ser cubiertas para que no pudieran ser vistas desde el exterior, y no se les permitía reír de una manera en que pudieran ser oídas por los demás. Los talibanes, sin ningún tipo de juicio real, tenían permitido cortar las manos o los brazos de las personas acusadas de robar. Los escuadrones talibán fueron vistos en las calles propinando brutales palizas públicas a las personas.
Con el firme apoyo de Pakistán, Arabia Saudí y Osama Bin Laden, que luego formaría la organización terrorista Al Qaeda, los talibanes marcharon posteriormente a Kabul (Mirar video), donde por primera vez se enfrentaron a las tropas del señor de la guerra Ahmad Shah Masud, que en ese entonces controlaba partes de la capital y provincias en el norte y el este de Afganistán, formando el Ejército del Norte. Massoud, desarmado, fue a hablar con algunos líderes talibanes en Maidan Shar para convencerlos de unirse a un proceso político para decidir sobre un futuro gobierno de Afganistán. Pero los talibanes se negaron a sumarse a este proceso político. Cuando Massoud regresó sano y salvo a Kabul, el líder de los talibanes que lo había recibido como su huésped pagó con su vida (fue asesinado por otros altos talibanes) por no ejecutar a Massoud mientras existía tal posibilidad.
Durante las semanas siguientes, Massoud infligió a los talibanes su primera derrota militar importante. Algunos meses más tarde, sin embargo, después de que fuerzas talibanes habían vuelto a rodear la capital, Massoud ordenó la retirada de Kabul el 26 de septiembre de 1996. Massoud y sus tropas se retiraron hacia el noreste de Afganistán.

### Emirato islámico de Afganistán (1996–2001)

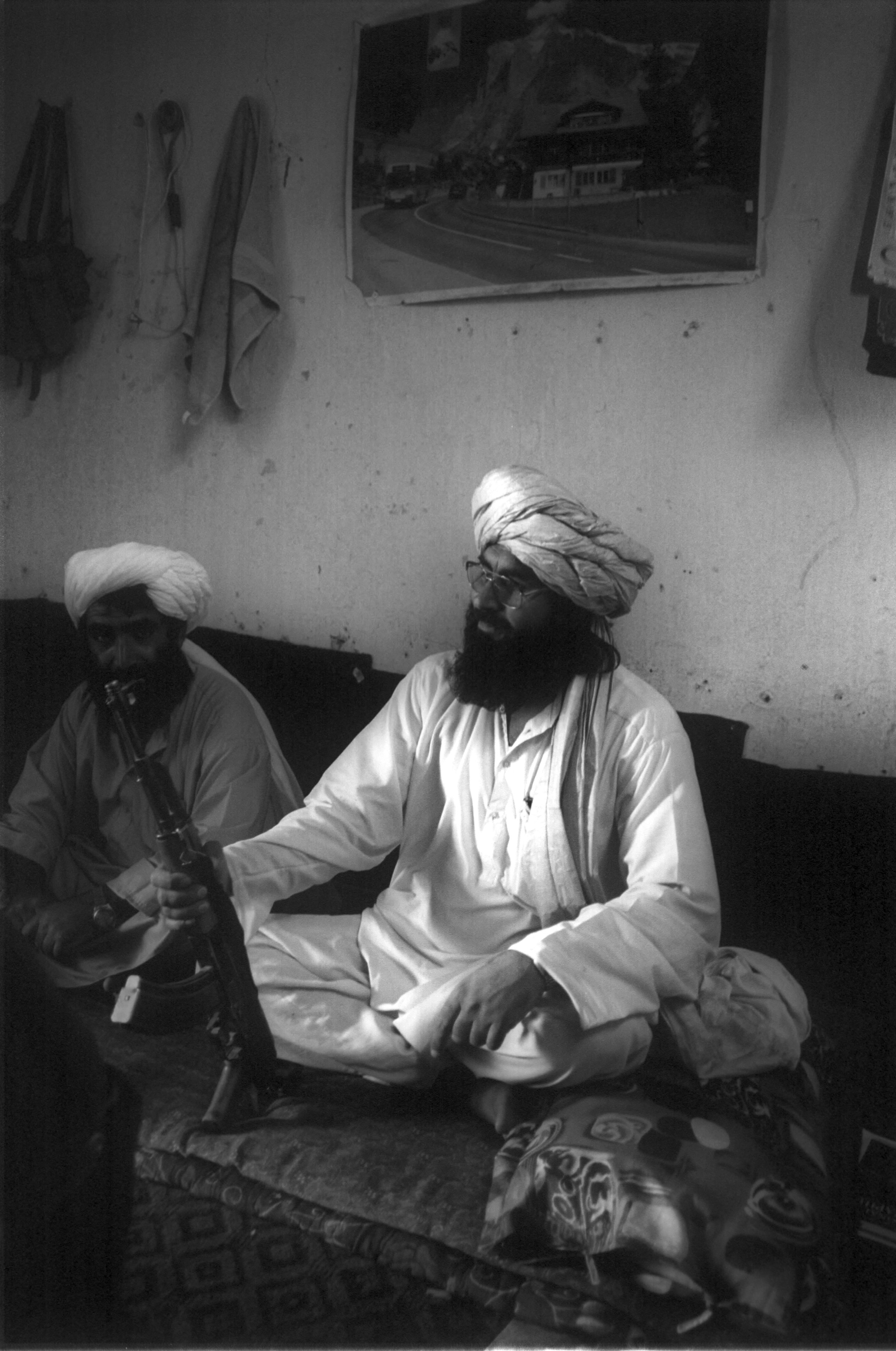
Guardia fronterizo Talibán en 2001.

El objetivo militar de los talibanes durante el período de 1995 a 2001 era volver al orden establecido previamente por Abdur Rahman (conocido como "el Emir de Hierro") mediante el restablecimiento de un emirato con dominio  Pashtun en las áreas nortes del país. Sin embargo, el objetivo final de los talibanes era establecer un gobierno islámico a través de la ley y orden junto a la implementación de la "Sharia", siguiendo la escuela de jurisprudencia islámica Hanafí y los edictos religiosos del Mullah Omar, en todo el territorio de Afganistán. Para 1998, el Emirato de los talibanes ya controlaba el 90% de Afganistán.
En diciembre del 2000, el Consejo de Seguridad de las Naciones Unidas en la Resolución 1333, reconociendo las necesidades humanitarias del pueblo afgano, condenando el uso del territorio talibán para el entrenamiento de "islamistas" y el hecho que los talibanes estaban proporcionando refugio seguro a Osama bin Laden, emitió severas sanciones contra Afganistán, la cual estaba bajo el control de los talibanes.
En octubre de 2001, Estados Unidos, con aliados como la Alianza del Norte afgana, invadió Afganistán y derrotó al régimen talibán. Los líderes talibanes se refugiaron en Pakistán.

#### Resistencia anti-talibán bajo Massoud

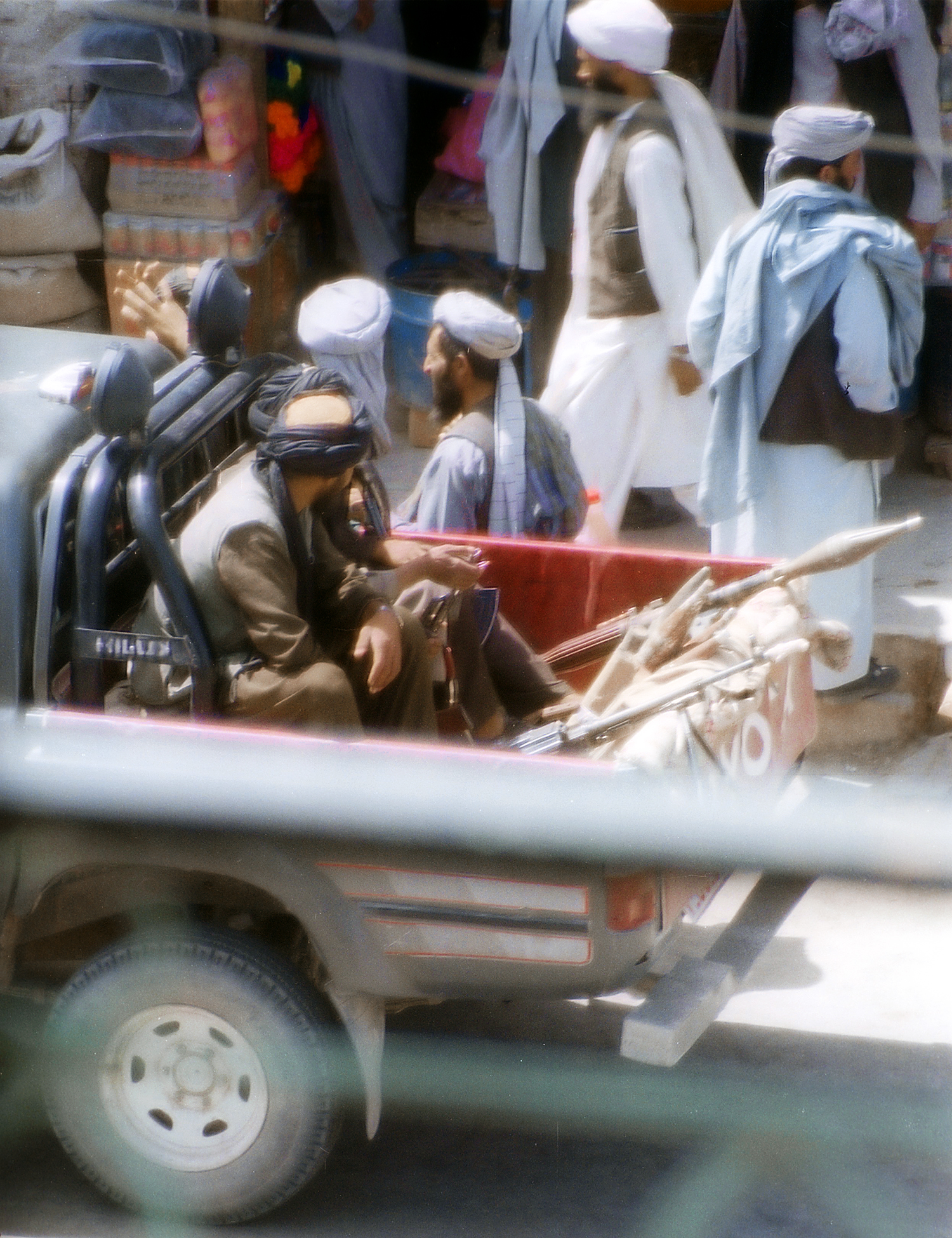
Milicia Talibán en Herat, 2001.

El Estado Islámico de Afganistán era el régimen afgano desde la derrota comunista soviética y afgana.  Era un mosaico de zonas feudales bajo el control de los señores de la guerra, pero tenía un gobierno formal de presidente a Burhanuddin Rabbani y de ministro de Defensa a Ahmad Shah Masud. Desde 1995 actuó como una de estas facciones el movimiento talibán. En septiembre de 1996 los talibanes y sus aliados lograron hacerse con Kabul.
Ahmad Shah Masud y Abdul Rashid Dostum, uno de sus exarchienemigos, estuvieron obligados a crear una alianza contra los talibanes para la supervivencia de sus territorios restantes, Pakistán (que tenía 28.000 ciudadanos pakistaníes luchando junto a los talibanes) y la coalición de Al Qaeda que estaba a punto de atacar a las áreas de Massoud y de Dostum. Ver video La alianza se llamó Frente Unido, mientras que en los medios de comunicación occidentales y de Pakistán llegó a ser conocida como la Alianza del Norte.
Los talibanes cometieron masacres especialmente entre los chiitas y la población hazara, que consideraban como "sub-humanos" porque eran "no creyentes", y según ellos no tenían ningún derecho. Es por ello que muchos Hazaras huyeron a la zona de Massoud. El Hezb-i Wahdat, la facción principal de los hazaras, en consecuencia también se unió a la Alianza del Norte. La National Geographic concluyó: "Lo único permanente en el camino de futuras masacres talibanes es Ahmad Shah Massoud." En los años siguientes muchos más fueron a unirse al Frente Unido. Estos fueron los afganos y los comandantes afganos de todas las regiones y grupos étnicos afganos pastunes, incluyendo muchos como comandantes de Abdul Haq, Haji Abdul Qadir y Qari Baba y el futuro presidente afgano Hamid Karzai.
Estrechamente ligados con el partido Pakistaní JUI, los talibanes no sólo recibieron la ayuda de las tropas del ejército pakistaní y la Brigada 055 de Osama Bin Laden, sino también de las madrasas en la región fronteriza de Pakistán. Después de una petición del mulá Omar en 1997, el JUI de Maulana Samiul Haq cerró su madrasa con más de 2500 estudiantes (Darul Uloom Haqqania) y los envió a cientos de kilómetros para luchar con los talibanes. El año siguiente, ayudó a convencer a 12 madrasas en la Frontera del Noroeste de Pakistán para cerrar durante un mes y enviar 8.000 estudiantes para reforzar a los talibanes. Mientras tanto, en Pakistán, los seguidores del mulá Omar también impusieron su interpretación del Islam. En 1998 algunos grupos de Pakistán a lo largo del "cinturón pastún" prohibieron la televisión y los videos, impusieron castigos de la ley sharía "como la lapidación y la amputación en desafío al sistema jurídico, matando a Chiíta de Pakistán y obligando a las personas, especialmente mujeres, a adaptarse al código de vestimenta talibán y esa forma de vida." En diciembre de 1998, el Tehrik-i-Tuleba o Movimiento de los talibanes en la Agencia Orakzai ignoraron los procesos legales de Pakistán y ejecutaron públicamente a un asesino ante 2.000 espectadores. También se comprometieron a aplicar la justicia al estilo talibán y la prohibición de TV, música y videos. En el Quetta, los grupos pro-talibán pastunes "quemaron las casas de cine, las tiendas de video, destrozaron las antenas parabólicas y echaron a las mujeres a la calle". En Cachemira los árabes afganos trataron de imponer un "código de vestimenta de estilo wahabí", con la prohibición de los pantalones vaqueros y chaquetas. "El 15 de febrero de 1999, dispararon e hirieron a tres operadores cachemires de televisión por cable para la transmisión de emisiones vía satélite occidental."
En 1998 las fuerzas de la Abdul Rashid Dostum fueron derrotadas por los talibanes en Mazar-i-Sharif y Dostum y perdieron sus territorios. Cuando los talibanes capturaron Mazar-i-Sharif el 8 de agosto de 1998, mataron a miles de civiles y varios diplomáticos de Irán que respaldaban al Ejército del Norte. Posteriormente Dostum fue al exilio. Mientras tanto los talibanes en un gran esfuerzo para volver a tomar también las llanuras de Shomali, mataron indiscriminadamente a los jóvenes, causando la expulsión de la población. Kamal Hussein, un reportero especial de la ONU, informó sobre estos y otros crímenes de guerra.
Militantes árabes al mando de Osama Bin Laden también fueron responsables de algunas de las peores masacres en la guerra, matando a cientos de civiles en las zonas controladas por el Frente Unido.
El único líder que permaneció en Afganistán y que fue capaz de defender a grandes partes de su zona contra los talibanes fue Ahmad Shah Masud.

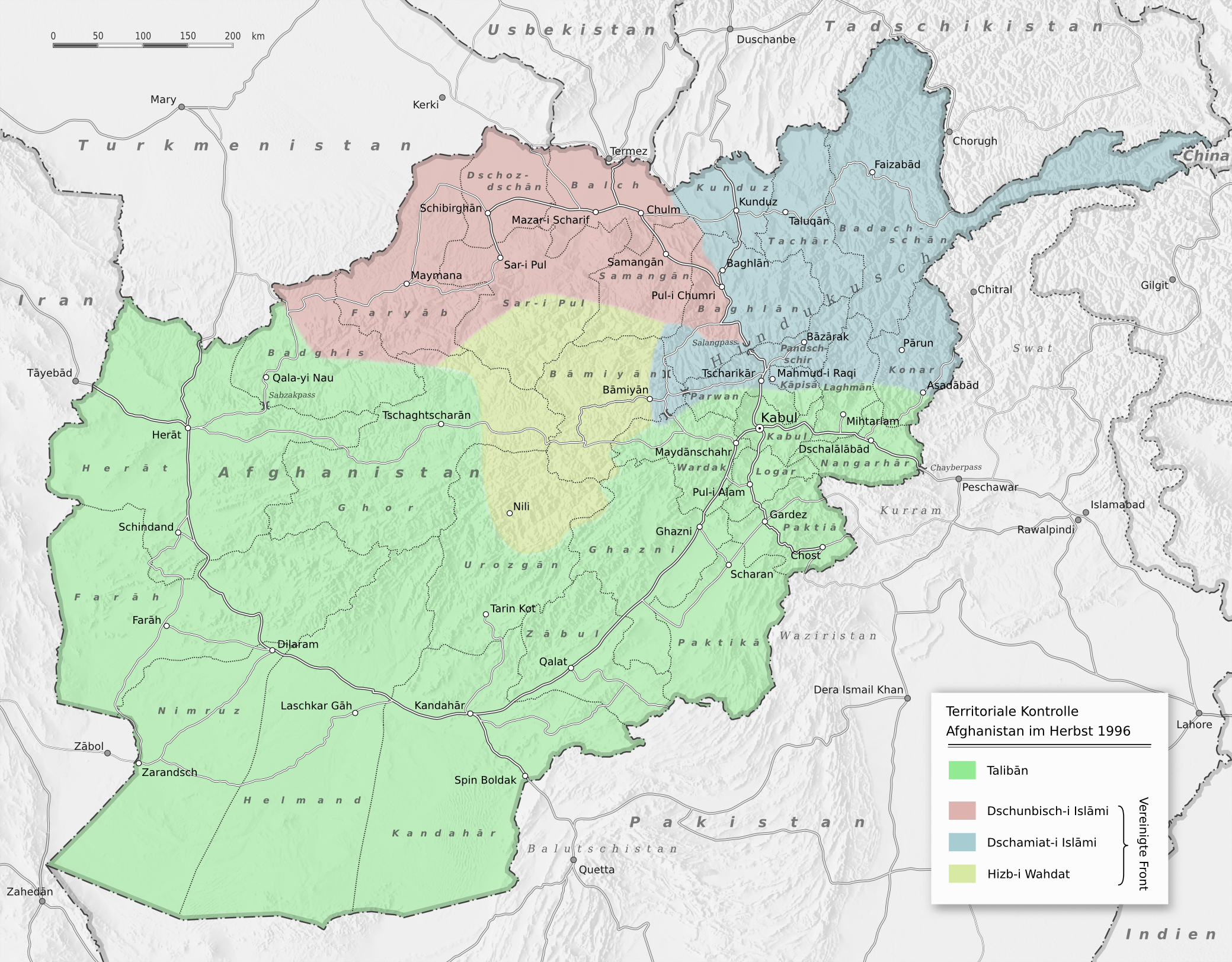
Mapa de la situación en Afganistán después de 1996; Massoud, Dostum y los Territorios Talibanes.

Los talibanes ofrecieron a Massoud en varias ocasiones una posición de poder para obligarlo a abandonar sus resistencias. Massoud se negó. Explicó en una entrevista: Los talibanes dicen: “Ven y acepta el cargo de primer ministro y sé parte de nosotros ", y así mantendría el cargo más alto en el país, la presidencia, pero el precio era la diferencia entre lo que afecta principalmente a nuestra forma de pensar sobre los principios mismos de la sociedad y el Estado. No podemos aceptar las condiciones de su compromiso, o de lo contrario tendría que renunciar a los principios de la democracia moderna. Estamos fundamentalmente en contra del sistema llamado "el Emirato de Afganistán ". Me gustaría volver a la cuestión del emirato en un momento. De hecho, Pakistán es responsable de la profundización de la grieta entre los grupos étnicos de Afganistán. Es de nuevo el viejo método de “divide et impera”. Los pakistaníes desean asegurarse de que este país no tenga ningún poder soberano por mucho tiempo." La periodista estadounidense Sebastian Junger, que con frecuencia viaja a zonas de guerra, declaró en marzo de 2001: "Ellos [los talibanes] reciben una enorme cantidad de apoyo de Pakistán... sin la participación de Pakistán, los talibanes en realidad se verían obligados a negociar..." Massoud declaró a principios de 2001 que sin el apoyo de Pakistán los talibanes no serían capaces de sostener su campaña militar ni por un año.
A principios de 2001 Massoud empleó una nueva estrategia de la presión militar local y mundial y llamamientos políticos. Sus planes eran que sus aliados realicen revueltas pequeñas en torno a Afganistán en las áreas donde los afganos querían levantarse contra los talibanes. El resentimiento era cada vez mayor contra el régimen talibán desde el fondo de la sociedad afgana incluidas las zonas pastunes. En su lugar, ya en 1999, comenzó el entrenamiento de las fuerzas de policía, que se entrenaron específicamente con el fin de mantener el orden y proteger a la población civil en caso de que el Frente Unido lograra el éxito. En el año 2001 un millón de personas habían huido de los talibanes, muchos a los ámbitos de Massoud donde se solicitaba la protección del comandante. Hubo un gran problema humanitario, porque no había suficiente comida para la población existente y los refugiados. A principios de 2001 Massoud y un periodista francés describieron la situación amarga de los refugiados y pidieron ayuda humanitaria en el Parlamento Europeo en Bruselas, Bélgica. see video Es más, Massoud, llegó a advertir que sus agentes de inteligencia habían adquirido un conocimiento limitado acerca de un inminente ataque terrorista de gran escala en territorio de Estados Unidos Massoud, que en ese entonces tenía 48 años, fue el blanco de un ataque suicida por dos extremistas árabes, que se cree que tenían fuertes conexiones con Ayman al-Zawahiri y Osama Bin Laden, en Khwaja Bahauddin, provincia de Takhar en el noreste de Afganistán el 9 de septiembre de 2001.
Durante muchos días la Alianza del Norte negó la muerte de Massoud, por temor a la desesperación entre sus habitantes. Las tropas de Massoud que finalmente derrocaron a los talibanes del poder en Kabul en 2001, con el apoyo aéreo estadounidense, después del ataque terrorista de los Atentados del 11 de septiembre de 2001, sobre territorio de los Estados Unidos. había matado a 3.000 personas. La Alianza del Norte ganó la guerra al ejército de los talibanes, y también desempeñó un papel crucial en el establecimiento del gobierno provisional, después de los talibanes a finales de 2001.

### La invasión, el exilio y el resurgimiento

#### Inicio
Después de los ataques del 11 de septiembre en EE. UU.,  y la investigación PENTTBOM de los mismos, Estados Unidos hizo las siguientes demandas a los talibanes y se negó a hablar de ellos, aunque debe entenderse que por "terroristas" el gobierno estadounidense se refería al ejército afgano:

1. Entregar todos los líderes de Al Qaeda a los EE. UU.
2. Poner en libertad a todos los extranjeros que han sido "injustamente encarcelados"
3. Proteger a los periodistas extranjeros, diplomáticos y trabajadores humanitarios
4. Cierre inmediato de todos los campamentos de entrenamiento terrorista
5. Entregar todos los terroristas y sus partidarios a las autoridades competentes
6. Dar a Estados Unidos acceso completo a los campos de entrenamiento de terroristas para la inspección

En el transcurso de la investigación, Estados Unidos solicitó a la comunidad internacional respaldar una invasión para controlar Afghanistán. El Consejo de Seguridad y la OTAN la aprobaron declarándola como una campaña en defensa propia contra un ataque armado.
El 21 de septiembre, los talibanes respondieron al ultimátum, prometiendo que si Estados Unidos aportaba pruebas de que Bin Laden era culpable, ellos lo entregarían, afirmando que no tenían pruebas que lo vincularan al 11 de septiembre.
El 22 de septiembre, los Emiratos Árabes Unidos y después Arabia Saudita retiraron el reconocimiento a los talibanes como gobierno legítimo de Afganistán, dejando al vecino Pakistán como único país con relaciones diplomáticas. El 4 de octubre, los talibanes acordaron llevar a Bin Laden a Pakistán para un juicio en un tribunal internacional que operaba de acuerdo con la ley islámica o sharía, pero Pakistán bloqueó la oferta, ya que no era posible garantizar su seguridad. El 7 de octubre, el embajador talibán en Pakistán se ofreció a detener a Bin Laden y juzgarlo bajo la ley islámica si Estados Unidos hacía una solicitud formal y presentaba a los talibanes las evidencias. Un funcionario de la administración Bush, que habló bajo condición de anonimato, rechazó la oferta de los talibanes y declaró que EE. UU. no negociaba sus demandas. Debido a esta acción se ha puesto en tela de juicio la relación que Bin Laden tuviere en la ejecución de las operaciones del 11-S, llevando a sospechar de las pruebas suministradas por EE. UU.

### Coalición de ataque
Sin embargo, el 7 de octubre de 2001, menos de un mes después de que cayeran las torres, Estados Unidos, ayudados por Reino Unido, Canadá y otros países entre ellos varios de la alianza de la OTAN, iniciaron la acción militar, el bombardeo a los talibanes y los campamentos relacionados con Al Qaeda. La intención declarada de las operaciones militares era eliminar a los talibanes del poder y evitar el uso de Afganistán como una base de operaciones terroristas.
Una élite de la CIA, las unidades de la División de Actividades Especiales (SAD), fueron las primeras entre las fuerzas de EE. UU. que entraron en Afganistán y se unieron con el Frente Unido en Afganistán (Alianza del Norte) para preparar la posterior llegada de las fuerzas de Operaciones Especiales de EE. UU. El Frente Unido (la Alianza del Norte) con el SAD y las Fuerzas Especiales se combinaron para derrocar a los talibanes con bajas de la coalición mínimas y sin el uso de fuerzas terrestres convencionales internacionales. El Washington Post señaló en una edición de John Lehman en 2006:
 Lo que se hizo en la campaña afgana, fue un hito en la historia del Ejército de los EE.UU., que fue formado por las fuerzas de Operaciones Especiales de todos los servicios, junto con la Armada y la Fuerza Aérea, táctica poder, las operaciones de la Alianza del Norte afgana y la CIA son igualmente importantes y totalmente integradas. No fue necesario emplear grandes Ejércitos o Marinas.
El 14 de octubre, los talibanes ofrecieron discutir la entrega de Osama bin Laden a un país neutral a cambio de un cese de los bombardeos, pero solo si los talibanes recibían pruebas de la implicación de Bin Laden. EE. UU. rechazó esta oferta y continuó con sus operaciones militares. Mazari Sharif cayó el 9 de noviembre, provocando una caída en cascada de las provincias con mínima resistencia. Muchas fuerzas locales cambiaron su lealtad de los talibanes a la Alianza del Norte. En la noche del 12 de noviembre, los talibanes se retiraron al sur de Kabul. El 15 de noviembre, liberaron a ocho trabajadores de ayuda humanitaria occidentales después de tres meses de cautiverio. El 13 de noviembre, los talibanes se habían retirado de Kabul y Jalalabad. Finalmente, a principios de diciembre, los talibanes dieron Kandahar, su última fortaleza, sin renunciar a la dispersión.

### Resurgimiento

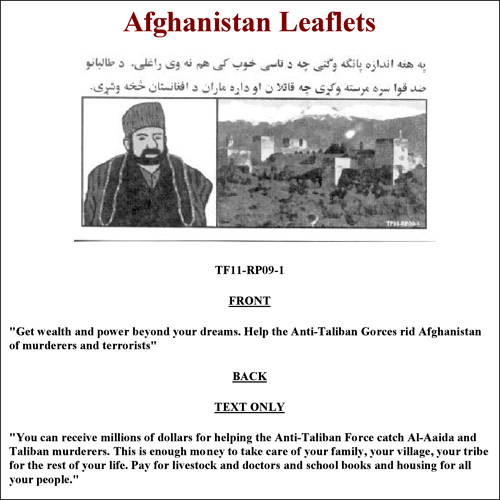
Folleto de propaganda de EE. UU. que ofrece a la gente "la riqueza y el poder más allá de tus sueños" y "millones de dólares" para trabajar contra los talibanes

Antes de la ofensiva de comienzos del verano de 2006, hubo disturbios en el mes de mayo, tras un accidente en las calles de la ciudad de Kabul.
El continuo apoyo de grupos tribales y otros en Pakistán, el tráfico de drogas y el pequeño número de fuerzas de la OTAN, junto con la larga historia de resistencia y aislamiento, indicaba que las fuerzas talibanes y los dirigentes estaban sobreviviendo. Los ataques suicidas y otros métodos terroristas no utilizados hasta 2001 se hicieron más comunes. Los observadores habían sugerido la erradicación de la amapola; que provocó la destrucción de los medios de vida de los habitantes Afganos de zonas rurales; así como la muerte de civiles causadas por ataques aéreos alentó el resurgimiento. Estos observadores sostienen que las políticas deben centrarse en "los corazones y las mentes" y en la reconstrucción económica, que podría beneficiarse de la desviación de la producción de amapola para la industria médica.
En septiembre de 2006, Pakistán reconoció al Emirato Islámico de Waziristán, una asociación de jefes de Waziristán con estrechos vínculos con los talibanes, desde la fuerza de seguridad de facto para Waziristán. Este reconocimiento fue parte del acuerdo para poner fin a la Guerra de Waziristán, que había cobrado un alto tributo en el Ejército de Pakistán, desde principios de 2004. Algunos analistas han visto un cambio en Islamabad desde la beligerancia a la diplomacia como un reconocimiento implícito del creciente poder y resurgimiento de la influencia talibán, en relación con EE. UU, distraído por la amenaza de la inminente crisis en Irak, Líbano e Irán.[cita requerida]
Otros analistas han visto un cambio de Islamabad de la beligerancia a la diplomacia para apaciguar un descontento cada vez mayor. Debido a la estructura de liderazgo de los talibanes, el asesinato del mulá Dadullah, en mayo de 2007 no tuvo un efecto significativo, aparte de dañar las relaciones incipientes con Pakistán.
En 2009, una fuerza insurgente había surgido,
 en forma de una guerra de guerrillas. Los pastunes, con más de 40 millones de miembros (incluidos afganos y pakistaníes) tienen una larga historia de resistencia a las fuerzas de ocupación, por lo que los talibanes comprenden solo una parte de la insurgencia. Después de la invasión la mayoría de los combatientes talibanes son nuevos reclutas, en su mayoría procedentes de madrasas locales.
A principios de diciembre, los talibanes se ofrecieron a dar a EE. UU. "garantías legales" que no permitirían a Afganistán ser utilizado para atacar a otros países. EE. UU. ignoró la oferta, y prosiguió con su acción militar.

### Los asesinatos selectivos

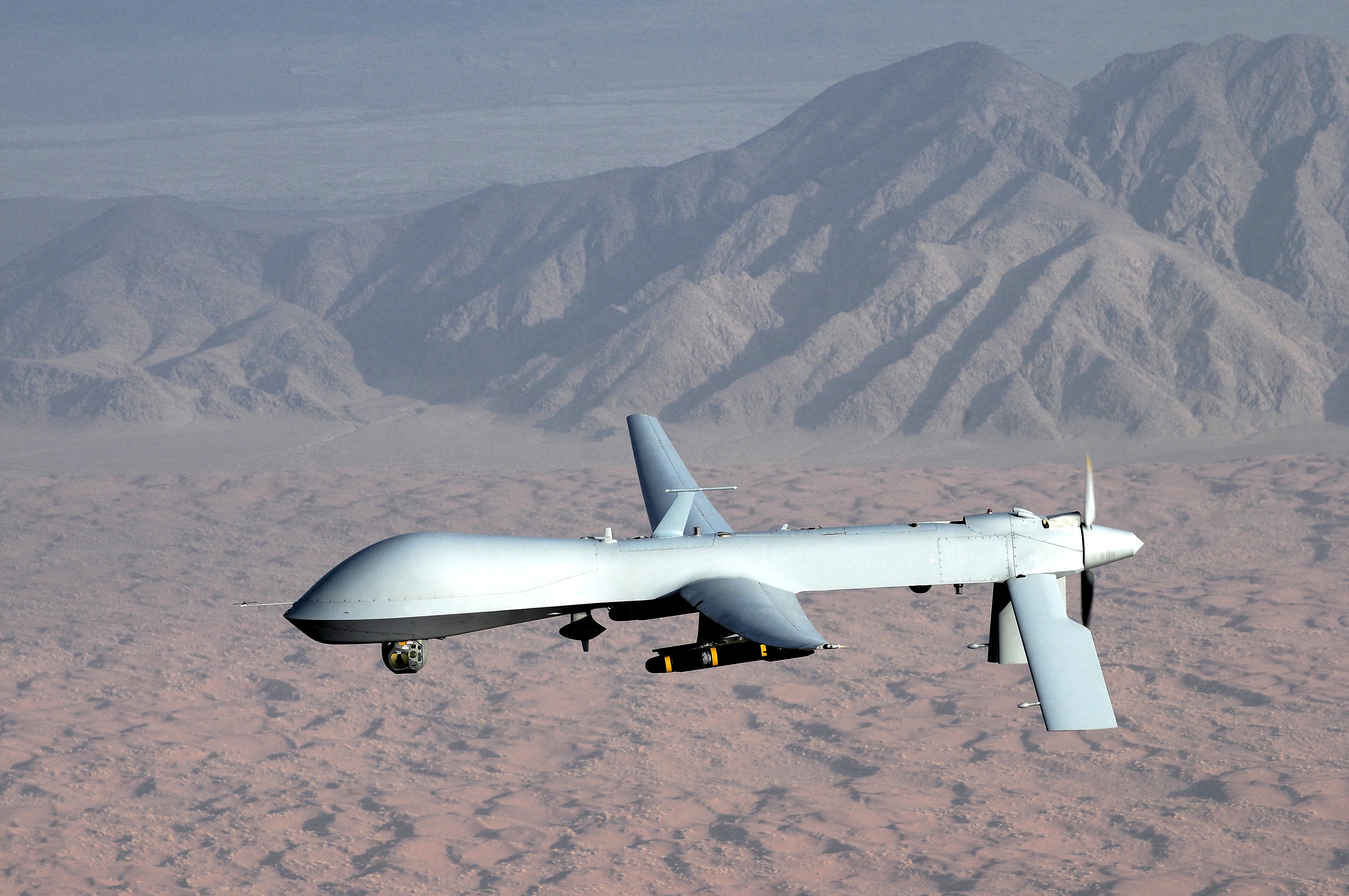
Predator drone

Estados Unidos y Reino Unido han utilizado "asesinatos selectivos", principalmente por las fuerzas SOF, y en ocasiones en un vehículo aéreo no tripulado, para matar a los líderes talibanes. Las fuerzas británicas también usan tácticas similares, así como las fuerzas especiales del servicio aéreo, para eliminar comandantes talibanes, sobre todo en la provincia de Helmand, Afganistán. Entre los más notables de los asesinatos selectivos de los talibanes se encuentran:
- En junio de 2004, EE. UU. mató a Nek Mohammad Wazir, un comandante talibán y facilitador de al-Qaeda, junto con otros cinco, en un aparente ataque con MQ-1 Predator de misiles en el sur de Waziristán, en Pakistán.[137][138][139]

- En noviembre de 2008, Rashid Rauf, un comandante talibán en Waziristán del Norte, británico-pakistaní sospechoso de planificar una parcela de 2006 aviones transatlánticos, fue asesinado por un misil lanzado desde un avión no tripulado de EE. UU. llevado a cabo por la CIA.[140]

- En agosto de 2009, Baitullah Mehsud, el líder del grupo paraguas talibanes, Tehrik-i-Talibán Pakistán (TTP), que se forma a partir de una alianza de cinco grupos pro-talibán, que se cree que han mandado hasta 5.000 combatientes y han estado detrás de numerosos ataques en Pakistán entre ellos el asesinato de Benazir Bhutto, fue asesinado (junto con un teniente de los talibanes, siete guardaespaldas, su esposa, su madre y suegro) por EE. UU. La División de Actividades Especiales aviones no tripulados de la CIA realizó el ataque con misiles contra la casa de su padre en el sur de Waziristán, donde se alojaba.[141][142][143]

- Desde la Operación Herrick del año 2002, las fuerzas especiales británicas mataron al menos a 50 jefes talibanes en los asesinatos selectivos en la provincia de Helmand, que en el Reino Unido fueron recibidos de forma positiva y negativamente por los medios de comunicación. Una muerte concreta, por el cabo Craig Harrison (francotirador) de la Caballería Real, aunque al principio era una operación secreta, se reveló más tarde que ha roto el récord de francotirador que causó su muerte a mayor distancia, a una distancia de 2.475 m.[144] Aunque esta forma de ataques derivó en varios incidentes donde fueron bombardeadas escuelas y asesinados inocentes.

### Aparición
Al concluir un discurso dado el 26 de septiembre de 2008 en la Biblioteca Central de Seattle, el periodista Robert Fisk se refiere al relato del capitán Mainwaring que figura en el informe oficial británico de ca. 1882 en la batalla de Maiwand, que se libró el 27 de julio de 1880 durante la segunda guerra anglo-afgana. Mainwaring escribió de manera particular cómo algunos combatientes afganos, que vestían turbantes negros, se dirigían a las líneas de infantería británica y, al llegar a un soldado británico, se procedía a cortar y abrir su garganta; a estos combatientes afganos suicidas se les llamaba “los talibanes". Aunque esta acción se considera bárbara y primitiva en nuestros días, es un ejemplo claro de la ejecución literal con la cual actúan siguiendo los rituales y normativas que rigen su vida. Esto suele interpretarse como homicidio brutal y sanguinario, pero es muy diferente de un ataque a distancia o un bombardeo, ya que en esta acción se sabe exactamente quién es la víctima y el victimario, algo que suele relevarse en las jerarquías militares y políticas occidentales.
La historia más creíble y repetida muchas veces -de cómo el mulá Omar primero movilizó a sus seguidores- es que, en la primavera de 1994 en Singesar, los vecinos le dijeron que un comandante de guerra había secuestrado a dos adolescentes, les afeitó la cabeza y las había llevado a un campamento, donde fueron violadas repetidamente. 30 talibanes (con solo 16 fusiles) liberaron a las niñas y ahorcaron al comandante de un tanque. Más tarde, ese año, dos comandantes de guerra mataron a civiles mientras luchaban por el derecho a sodomizar a un niño. Los talibanes lo liberaron.

## Ideología y objetivos
El valor más fuerte en la sociedad afgana es el honor y este se protege mediante la aplicación del Código de conducta Pashtunwali, que consta de tres reglas: la melamastia, el nanawatey y el badal, las cuales velan por el respeto al honor individual y colectivo. 
Se establecen valores referentes a la hospitalidad, el asilo y la protección que la población debía brindar, tanto a los miembros de su familia, como con personas ajenas. También abogan por la defensa del honor mediante la venganza y la justicia. Este código de conducta tiene profundo arraigo y legitimidad en la comunidad afgana.
Las reformas del Talibán, una vez en el poder, cambiaron de modo radical la vida diaria principalmente de las mujeres. Desde Kandahar (sur de Afganistán) el Talibán comenzó en 1994 a dominar otras provincias y pidió a la población que entregara las armas en su poder desde que participó en la yihad contra los soviéticos. La población, además de acatar la orden, se mantuvo dispuesta a obedecer las reformas que estaban por dictar, particularmente en esta región de mayoría pashtun.  El Talibán gozó de amplia popularidad, mientras que en el norte del país, para los uzbecos y los hazaras su llegada al poder significó una nueva amenaza a su integridad étnica.
La combinación entre las tradiciones pastunes y la interpretación radical del Islam por parte de El Talibán derivó en una serie de reformas restrictivas de la libertad de acción y decisión de las mujeres. Las reformas regulaban principalmente la forma de vestir de las mujeres, su comportamiento en público, la libertad de tránsito y sus responsabilidades con la sociedad.
Si bien Afganistán es una sociedad tradicional en donde la masculinidad ha estado siempre arraigada a su cultura, estas reformas delegaron a las mujeres la obligación de hacerse cargo de las tareas domésticas, entre las cuales estaba el cuidado y educación de sus hijos; la utilización diariamente de la burqa, una prenda de vestir que envuelve todo el cuerpo.  Esta es una de las reformas más conocidas y con mayor impacto mediático hacia el exterior, debido a que implica cubrir por completo el cuerpo de la mujer.
Se prohibió trabajar, excepto en el sector sanitario, particularmente en los hospitales de Kabul, pero la mujer que trabajara en el sector médico no debía sentarse en el asiento siguiente al del conductor. Tampoco se les permitía trabajar fuera del hogar.  Se controlaban sus desplazamientos y se les prohibió salir sin escolta. Se suspendió la educación femenina, se cerraron las escuelas mixtas puesto que hombres y mujeres no podían estudiar juntos; se pretendió crear un plan de estudios que contemplara estos cambios. Se prohibió que las mujeres convivieran con otros hombres que no fueran sus familiares.
Las mujeres estaban obligadas a comportarse con dignidad: debían caminar con calma y abstenerse de golpear sus zapatos en el suelo, para no generar ruido. Ninguna mujer afgana tenía el derecho de ser transportada en el mismo coche que los extranjeros. Debido a que se les prohibió a las mujeres trabajar, la educación para los niños colapsó, puesto que la mayoría de los docentes eran maestras.
Mientras tanto, para los hombres era obligatorio llevar turbante, barba, pelo corto y shalwar-kamiz. Evitar toda ropa de tipo occidental. Rezar cinco veces al día, preferiblemente en la mezquita.
En lo artístico-cultural, estaba prohibido para las mujeres practicar algún deporte; bailar, aplaudir, volar cometas, representar seres vivos, la fotografía y la pintura. Se prohibió la música y la interpretación visual de cualquier forma humana o animal. Se separó el transporte público en dos, uno exclusivo para el traslado de hombres y otro para mujeres.
También había reglas para aplicar castigos: por ejemplo el adulterio se castigaba con la lapidación, la amputación de la mano por robo, la flagelación para el bebedor de alcohol y el asesinato con la ejecución por arma de fuego a manos de un familiar de la víctima.  Aplicaron castigos que no figuran en el Corán, como la muerte al ser sepultados bajo un muro de ladrillos para los homosexuales.
La opresión y restricciones que El Talibán ejerció en contra de las mujeres afganas fueron parte de su proyecto de purificación y reorganización del país, el cual había librado durante más de diez años la ocupación soviética, que además albergaba en su territorio históricos conflictos tribales producto de la diversidad étnica y geográfica, un país desorganizado políticamente que vivía los estragos de la ocupación; por tanto las reformas de El Talibán no encontraron oposición organizada alguna.

## Atentados terroristas
Entre 2003 y 2009, los talibanes cerraron todas las escuelas privadas y se prohibió la educación de las niñas en Pakistán. El 9 de octubre de 2012, Malala Yousafzai fue atacada por pretender estudiar y por defender el derecho de las niñas a estudiar, en Mingora. Quedó gravemente herida. En 2014 le entregaron el Premio Nobel de la Paz.
El 21 de marzo de 2014 se produjo un ataque terrorista al Hotel Serena de Kabul con un saldo de nueve muertos y numerosos heridos.
El 16 de diciembre de 2014, ocurrió el atentado terrorista en Peshawar en el cual milicianos talibanes pakistaníes entraron armados en una escuela de niños en Pakistán y asesinaron a 145 personas, la mayoría niños, y dejaron otros 114 heridos. El atentado fue reivindicado por el Tehrik e Talibán Pakistán.

## Relaciones internacionales
Durante su tiempo en el poder (1996-2001), en su apogeo, gobernando el 90% de Afganistán, el régimen talibán, o "Emirato islámico de Afganistán", obtuvo el reconocimiento diplomático de solo tres estados: los Emiratos Árabes Unidos, Pakistán y Arabia Saudita, todos los cuales proporcionaron una ayuda sustancial. La mayoría de las demás naciones y organizaciones, incluidas las Naciones Unidas, reconocieron al gobierno del Estado Islámico de Afganistán (1992-2002) (parte del cual formaban parte del Frente Unido, también llamado Alianza del Norte) como el gobierno legítimo de Afganistán. Con respecto a sus relaciones con el resto del mundo, el Emirato de Afganistán de los talibanes mantuvo una política de aislacionismo: "Los talibanes creen en la no injerencia en los asuntos de otros países y, de manera similar, no desean ninguna injerencia externa en los asuntos internos de su país".